# Jean Bouvier (peintre)
Pour les articles homonymes, voir Jean Bouvier (homonymie) et Bouvier.

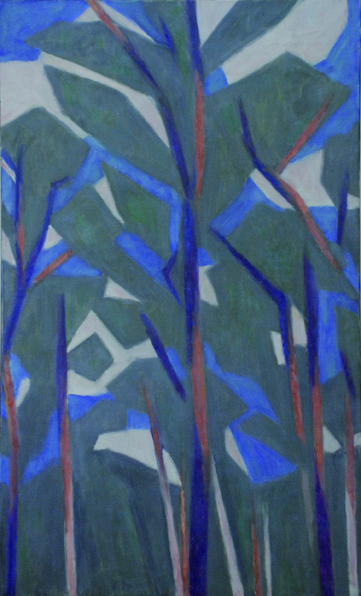
Vent d'ouest

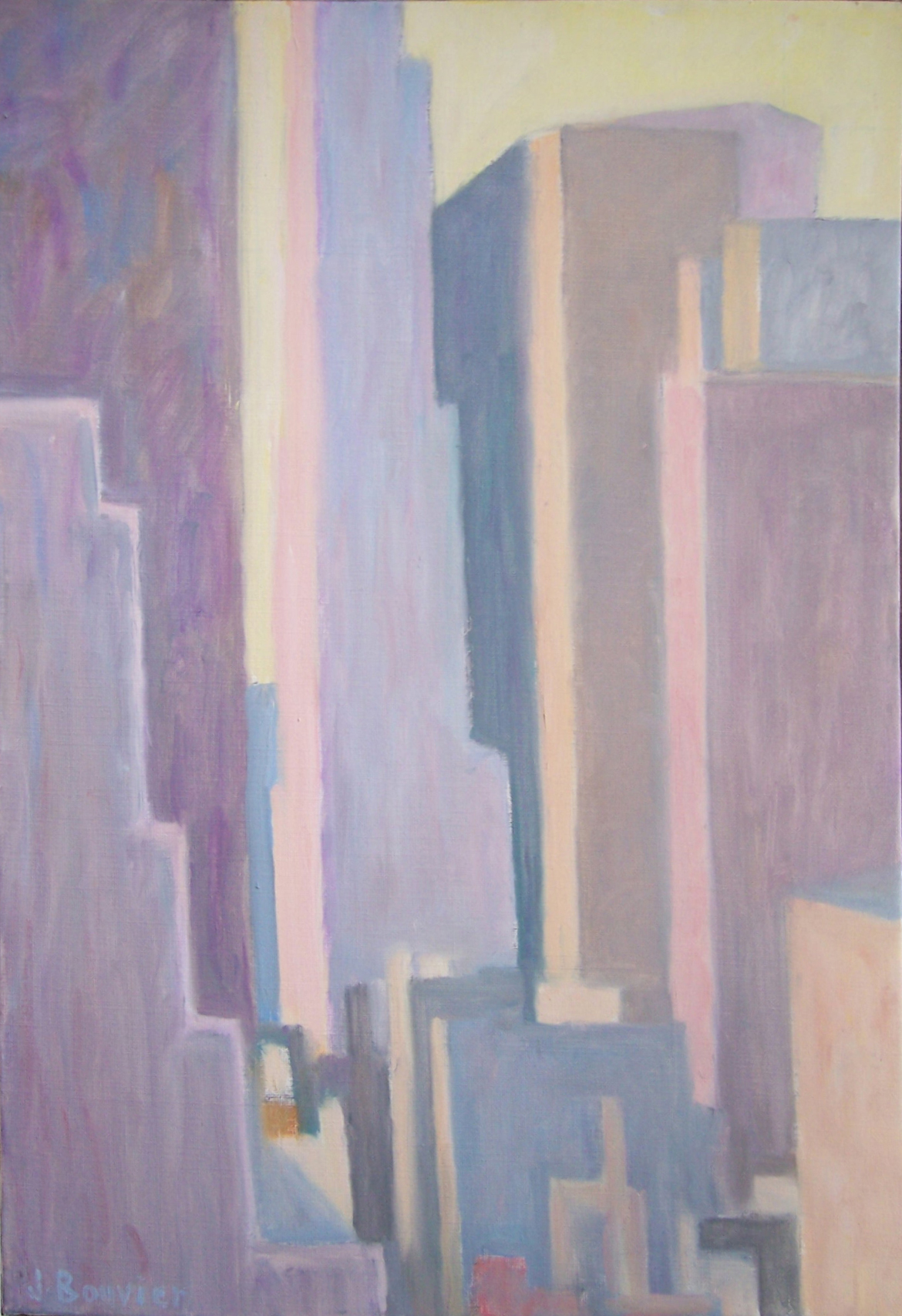
New-York 2000

Jean Bouvier est un peintre français né au Mans le 1er juin 1924 et mort à Paris 14e le 15 janvier 2022.

## Biographie
Jean Bouvier fait ses études à l'École nationale supérieure des beaux-arts et à l'École des langues orientales. Lié aux artistes Maurice Loutreuil, Constant Le Breton, Louis Valtat, Houdoin, Jean Bouvier se livra dans sa jeunesse à des travaux de décoration (vitraux de Sainte-Reine à Levallois) et fit l'apprentissage de la fresque avec le peintre Léon Toublanc. Mais c'est surtout avec Jean Fournier, Nirode Mazumdar (en) et Thierry Vernet que fut mené son travail de peintre. Ce dernier lui présenta le peintre polonais Józef Czapski et l'écrivain voyageur Nicolas Bouvier.
Sociétaire du Salon d'Automne pendant de nombreuses années.

« Je crois que notre raison d'être, en tant qu'artiste, c'est de rendre compte de nos émerveillements, comme si nous avions bel et bien des comptes à rendre au monde. Il y a, dans la vie d'un peintre, quelque chose qui ne manque jamais : l'exaltation du moment où il croit, à tort ou à raison, qu'au moyen de la peinture il va véritablement déchiffrer le sens caché des choses alentour, que, le crayon ou le pinceau à la main, la signification de leur rythme et de leur structure est à sa portée : quand Morandi affirmait qu'il n'y a rien de plus abstrait que le monde visible, il voulait dire, il me semble, qu'à la réalité changeante, insaisissable, énigmatique, la vérité du peintre est à même de substituer un monde re-présenté, présent, révélé.
L’art, comme le feu et comme l’amour, vit grâce à sa propre existence. Et, comme eux, il leur faut un aliment : la peinture ne survit que si elle se nourrit de vision. Plus on peint, plus on voit ; plus on voit, plus on a envie de peindre. 
Mais comme ce que nous éprouvons le besoin d’exprimer est pure intuition, dicible, nous n’avons que peu de contrôle sur l’éclosion d’un miracle qui ne demande qu’à avorter et qui pourtant n’attend que nous pour exister ; d’où cette approche fiévreuse que nous appelons travail et qui est surtout un combat pour la liberté vis-à-vis de soi-même. »

Dernières expositions accompagnées d'un catalogue : Galerie Aittouarès, 2001 - Galerie Nicolas Deman à Paris, 2006 - Galerie Almond Hartzog à San Francisco, 2011 - Mairie du IVe à Paris et Galerie Berthet Aittouarès, 2018 - Galerie Cyril Guerniéri, 2023.